# Anastasia (Uruguai)
Anastasia és una entitat de població de l'Uruguai, ubicada al centre-sud del departament de Treinta y Tres. Forma part de l'àrea metropolitana de la ciutat de Treinta y Tres. Es troba en un radi poblacional d'uns 23.500 habitants, segons les dades del cens del 2004.
S'ubica a 59 metres sobre el nivell del mar.